# Mormodes oberlanderiana
Mormodes oberlanderiana är en orkidéart som beskrevs av Friedrich Carl Lehmann och Friedrich Fritz Wilhelm Ludwig Kraenzlin. Mormodes oberlanderiana ingår i släktet Mormodes och familjen orkidéer. Inga underarter finns listade i Catalogue of Life.